# Cetatea getică de la Butuceni
Cetatea de la Butuceni este cea mai veche construcție fortificată de la Orheiul Vechi, amplasată pe promontoriul Butuceni. Teritoriul pe care se află urmele fostei fortificații are o formă ovală alungită orientată pe direcția răsărit-asfințit. Partea de nord a teritoriului, mai înaltă, este stâncoasă și se înalță deasupra oglinzii apei Răutului, la 60 metri. Suprafața ocupată de cetate se unește cu teritoriul din jur, care este mult mai înalt, printr-o trecătoare îngustă ce poate fi ușor închisă, barată. Locul era astfel favorabil pentru a face o cetate.
Cercetările arheologice au arătat că pe vârful dealului Butuceni au locuit oameni începând cu secolele VIII–VII î.Hr. În secolul al V-lea î.H., geții au fortificat așezarea, apoi, de mai multe ori, au modificat-o, refăcând sistemul defensiv. Urmele de întărituri descoperite prin cercetări arheologice ne arată că, la început, a fost fortificat tot terenul din curbura Răutului. În locul cel mai îngust al curburii râului, locuitorii au săpat mai multe șanțuri cu valuri de pământ lângă ele, care începeau la marginea stâncii din partea de nord a spațiului și se terminau la malul Răutului. Șanțurile de apărare aveau o adâncime de circa 3,5 metri, iar lățimea era de circa 4,5 metri până la 7 metri. Locuitorii cetății au prefăcut partea cea mai înaltă a dealului în citadela apărată din partea de nord de stânca Răutului, iar din celelalte părți fiind înconjurată de o palisadă făcută din bârne, piatră și pământ. În partea exterioară a palisadei era săpat un șanț de apărare. În interiorul citadelei se intra printr-o poartă specială, aflată în capătul de răsărit al citadelei. Nu departe de poarta citadelei, în exterior, specialiștii au dezvelit resturile unui zid făcut din blocuri mari de calcar local. Acest zid provine de la o poartă masivă, ridicată sub influența cetăților grecești de la Marea Neagră. Un interes deosebit prezintă descoperirea urmelor unei construcții de cult situate pe locul cel mai înalt al citadelei, în centrul acesteia, lângă malul stâncos al Răutului.
Lăcașul de cult de la Butuceni era de formă rotundă și consta dintr-o vatră de piatră, înconjurată de 3 rânduri de stâlpi. În primul cerc sunt trei gropi de stâlpi, în al doilea - șase, iar în al treilea - 12. Materialele arheologice găsite pe locul sanctuarului datează din sec. IV-III î.Hr. Se presupune că această construcție avea semnificație calendaristică.
Cetatea de la Butuceni a fost părăsită pe la sfârșitul secolului al III-lea – începutul secolului al II-lea î.Hr., ca rezultat al năvălirii triburilor germanice ale bastarnilor. Activitatea locuitorilor s-a prelungit în cadrul unei așezări nefortificate situate pe malul râului.

## Vezi și
- Cetatea Orhei
- Șehr al-Djedid

## Legături externe
- Cetatea getică de la Butuceni Arhivat în 2 aprilie 2015, la Wayback Machine. pe descriere.unica.ro
- Cetățile dacice de la Orhei | Facebook
- Cetatea dacică, Butuceni Prezi.com